# York
York (pronunciación en inglés: /ˈjɔːk/) es una histórica ciudad fortaleza del norte de Yorkshire, Inglaterra, condado del que es capital. En esta ciudad confluyen los ríos Ouse y Foss. La ciudad ha jugado un importante papel en sus casi 2000 años de historia.
La ciudad fue fundada como Eboracum en el año 71 d. C. por los romanos y la convirtieron en una de las dos capitales de la Britania romana. Durante ese periodo, grandes figuras estuvieron asociadas a esta ciudad, como Constantino el Grande. Todo el Imperio romano fue gobernado desde York por Septimio Severo durante un periodo de dos años.
Más tarde llegarían los anglos. La ciudad fue llamada Eoferwic y se convirtió en la capital del Reino de Northumbria. Los vikingos tomaron la ciudad en el 866, renombrándola Jórvic (de donde procede el actual nombre). Durante este periodo de dominio vikingo fue la capital del reino del mismo nombre, dominando mucho más que el norte de Inglaterra. Alrededor del año 1000 pasó a llamarse definitivamente York.
Ricardo II deseó convertir a York en la capital de Inglaterra, pero fue depuesto antes. Tras la guerra de las Dos Rosas, York alojó al consejo del norte, y fue considerada la capital del norte. Tan solo duraría una década, la de 1660, por el declive de la ciudad. Sin embargo, York fue la capital del condado de Yorkshire, al cual prestó su nombre. La provincia de York es una de las dos provincias de la iglesia anglicana, junto con la de Canterbury.
Desde 1996, el término de la ciudad de York describe una autoridad unitaria que incluye las zonas rurales más allá de los antiguos límites de la ciudad. La zona urbana cuenta con una población de 137 505 habitantes, mientras que el conjunto comprende a unas 184 900 personas. Actualmente, el casco viejo de la ciudad es un importante destino turístico, que atrae a visitantes de todo el mundo.

## Etimología
El nombre «York» en última instancia deriva del nombre vikingo Jorvik de la ciudad, en diversos nombres prestados como Eboracum, Eburacum o Eburaci. La primera mención conocida de York registrada por este nombre es de alrededor de 95-104 d. C.
La etimología de Eboracum es incierta. El idioma de los brigantes no fue registrado, se cree que era un idioma céltico emparentado con el galés. Así, hay varias teorías: que deriva de la palabra proto-britona Eborakon, que puede significar "lugar de los árboles de tejo" (en galés Efrog, Eabhrac en gaélico irlandés, Iorc en gaélico escocés, al que se ha sustituido el final -akon por -acum) o "el campo de Eburos". Otra teoría propone que quizá en la zona se hablase una lengua germánica y por lo tanto deriva de *eburaz, que significa ‘jabalí’.
Los anglosajones que habitaban York la conocían como Eoferwic. Dos siglos más tarde, con la función de centro comercial vikingo, la ciudad fue conocida como Jórvík, que, según Régis Boyer, "sin duda significa 'bahía del semental'".
Este nombre se redujo a York en los siglos posteriores de la conquista normanda de Inglaterra, pasando del nombre Yerk a Yourke inglés en el siglo XI, llamado también Yourke en el siglo XI y luego Yarke en el siglo XII. Sin embargo, apareció como York por primera vez ya en el siglo XIII.

## Geografía

### Localización

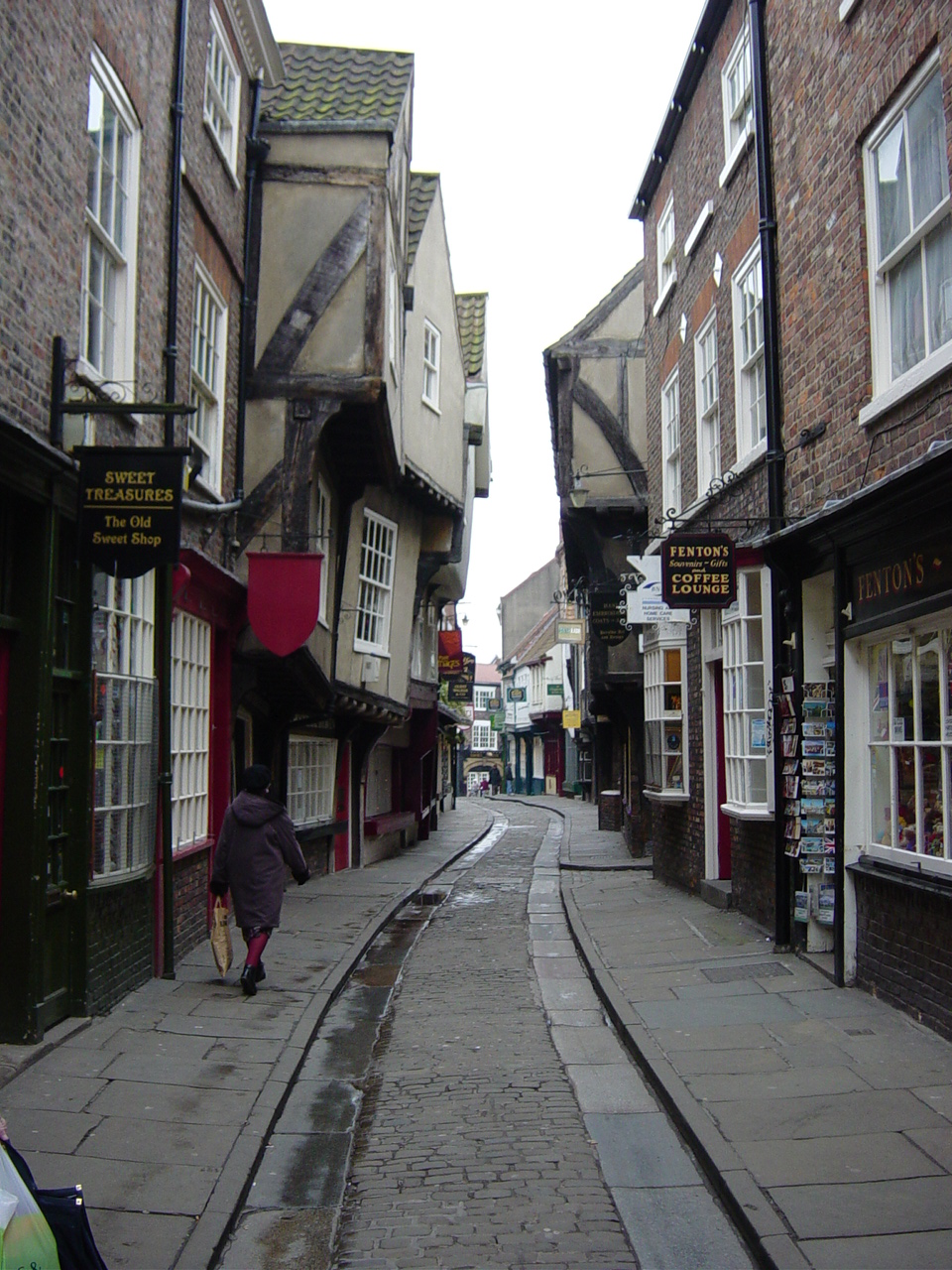
"The Shambles", una calle de la ciudad de York.

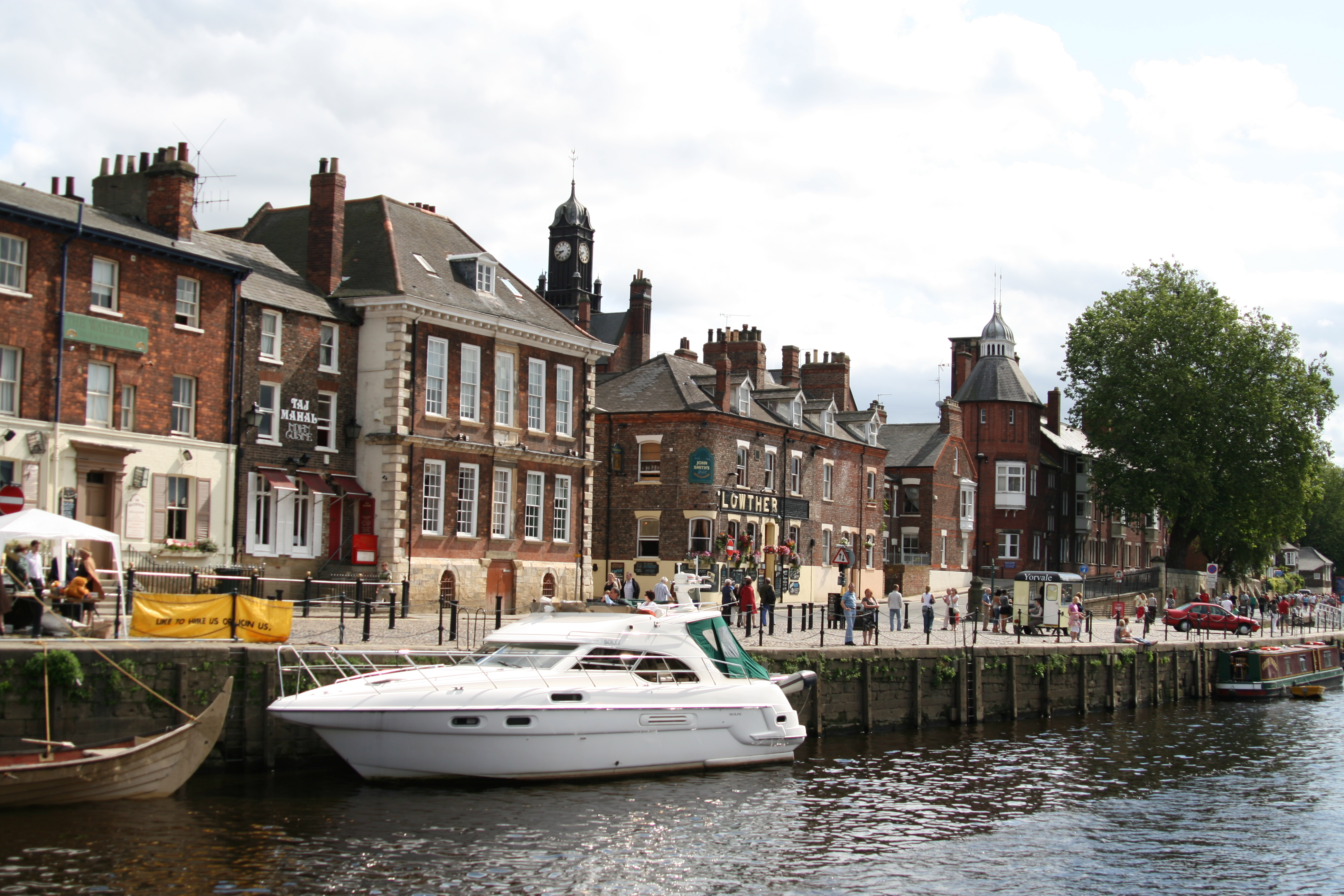
Puerto fluvial de York.

York se encuentra dentro del valle de York, una zona llana de tierras de cultivo, bordeada por las montañas Pennines (montañas que van desde Dervyshire a Escocia y separan las tierra del norte en este y oeste), los North York Moors y los Wolds, en la confluencia de los ríos Ouse y Foss al final de la morrena en la margen izquierda de la última Edad Glaciar.
La ciudad es propensa a las crecidas del río Ouse. En octubre y noviembre de 2000, York sufrió la peor inundación de los últimos 375 años, con más de 300 casas inundadas. Por todo ello, cuenta con una extensa y eficaz red protectora contra inundaciones: muros a lo largo del Ouse, una liftable y una barrera a través del río Foss en el que se une a la del Ouse.
Mucha parte del territorio dentro y fuera de la ciudad ha estado siempre muy inundado durante algunas épocas para que la ciudad se desarrollase. De hecho, durante la hegemonía de Roma, las tierras cercanas a los ríos Ouse y Foss eran muy pantanosas, lo que facilitaba la defensa de la zona.

### Clima
| Parámetros climáticos promedio de York, Inglaterra | Parámetros climáticos promedio de York, Inglaterra | Parámetros climáticos promedio de York, Inglaterra | Parámetros climáticos promedio de York, Inglaterra | Parámetros climáticos promedio de York, Inglaterra | Parámetros climáticos promedio de York, Inglaterra | Parámetros climáticos promedio de York, Inglaterra | Parámetros climáticos promedio de York, Inglaterra | Parámetros climáticos promedio de York, Inglaterra | Parámetros climáticos promedio de York, Inglaterra | Parámetros climáticos promedio de York, Inglaterra | Parámetros climáticos promedio de York, Inglaterra | Parámetros climáticos promedio de York, Inglaterra | Parámetros climáticos promedio de York, Inglaterra |
| Mes                                                | Ene.                                               | Feb.                                               | Mar.                                               | Abr.                                               | May.                                               | Jun.                                               | Jul.                                               | Ago.                                               | Sep.                                               | Oct.                                               | Nov.                                               | Dic.                                               | Anual                                              |
| -------------------------------------------------- | -------------------------------------------------- | -------------------------------------------------- | -------------------------------------------------- | -------------------------------------------------- | -------------------------------------------------- | -------------------------------------------------- | -------------------------------------------------- | -------------------------------------------------- | -------------------------------------------------- | -------------------------------------------------- | -------------------------------------------------- | -------------------------------------------------- | -------------------------------------------------- |
| Temp. máx. abs. (°C)                               | 16                                                 | 17                                                 | 22                                                 | 25                                                 | 30                                                 | 32                                                 | 34                                                 | 33                                                 | 29                                                 | 27                                                 | 20                                                 | 17                                                 | 34                                                 |
| Temp. máx. media (°C)                              | 6.9                                                | 7.5                                                | 10.0                                               | 12.6                                               | 16.0                                               | 18.8                                               | 21.2                                               | 20.8                                               | 18.0                                               | 13.9                                               | 9.7                                                | 6.9                                                | 13.6                                               |
| Temp. mín. media (°C)                              | 0.8                                                | 0.9                                                | 2.4                                                | 3.9                                                | 6.7                                                | 9.7                                                | 11.8                                               | 11.6                                               | 9.5                                                | 6.6                                                | 3.3                                                | 0.9                                                | 5.7                                                |
| Temp. mín. abs. (°C)                               | -16                                                | -10                                                | -13                                                | -3                                                 | 1                                                  | 2                                                  | 5                                                  | 5                                                  | -1                                                 | -4                                                 | -8                                                 | -11                                                | -16                                                |
| Precipitación total (mm)                           | 52.7                                               | 39.9                                               | 44.9                                               | 50.1                                               | 43.8                                               | 58.0                                               | 53.2                                               | 62.4                                               | 46.9                                               | 57.7                                               | 57.8                                               | 55.8                                               | 626.0                                              |
| Días de precipitaciones (≥ 1 mm)                   | 11.1                                               | 9.1                                                | 9.5                                                | 9.3                                                | 9.1                                                | 9.3                                                | 8.9                                                | 10.0                                               | 8.6                                                | 10.4                                               | 11.3                                               | 10.7                                               | 117.2                                              |
| Horas de sol                                       | 40                                                 | 59                                                 | 98                                                 | 141                                                | 190                                                | 218                                                | 229                                                | 203                                                | 156                                                | 103                                                | 65                                                 | 47                                                 | 1548                                               |
| Fuente n.º 1: Met Office                           |                                                    |                                                    |                                                    |                                                    |                                                    |                                                    |                                                    |                                                    |                                                    |                                                    |                                                    |                                                    |                                                    |
| Fuente n.º 2: BBC Weather                          |                                                    |                                                    |                                                    |                                                    |                                                    |                                                    |                                                    |                                                    |                                                    |                                                    |                                                    |                                                    |                                                    |

### Demografía
En términos de clase social, York también tiene poca variación con la mayoría de otras ciudades, no existen muchas zonas que puedan agruparse en distintas zonas de trabajo o clase social. York tiene un número ligeramente mayor de población de la tercera edad que la media nacional.

### Las zonas de la ciudad y núcleos de población de los alrededores
- Acaster Malbis, Acomb, Askham Bryan, Askham Richard
- Bishopthorpe, Bootham
- Cawood, Clifton, Copmanthorpe, Crockey Hill
- Deighton
- Derwenthorpe (Nueva villa, permiso concedido de planificación urbana)
- Dringhouses
- Dunnington
- Earswick, Elvington
- Escrick
- Fishergate, Fulford
- The Groves
- Haxby, Heslington, Hessay, Heworth, Holgate, Holtby, Huntington
- Kexby, Knapton
- Layerthorpe
- Middlethorpe, Moor End, Murton
- Naburn, Nether Poppleton, New Earswick
- Osbaldwick
- Rawcliffe, Rufforth
- Skelton, South Bank, Stockton-on-the-Forest, Strensall, Stamford Bridge
- Tang Hall, Towthorpe
- Upper Poppleton
- West Huntington, Wheldrake, Wigginton, Woodthorpe

Los ings son praderas de inundación a lo largo del río Ouse, en tanto que las desviaciones están dispersas por toda la ciudad en lugares pantanosos de baja altitud.

## Historia

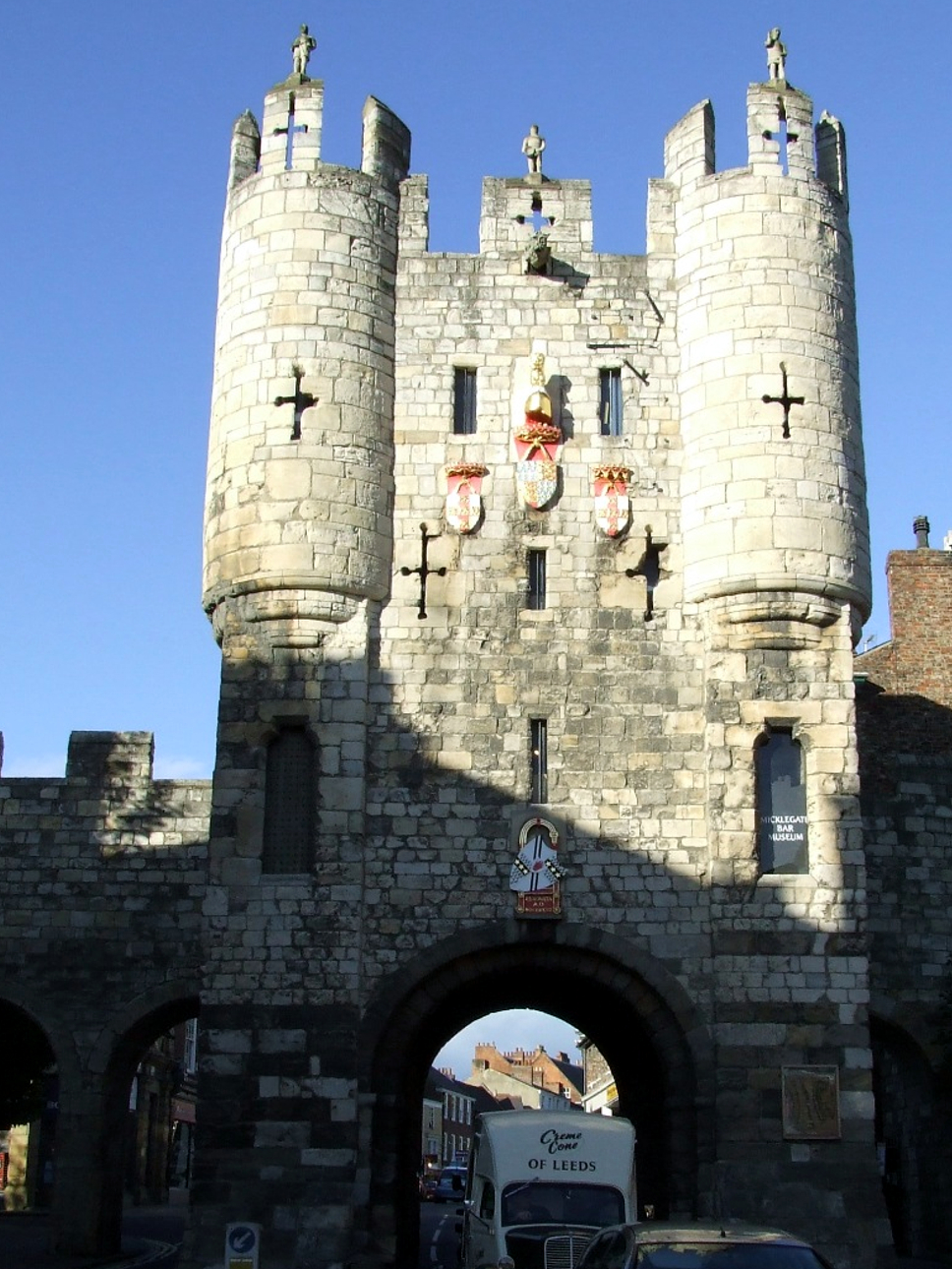
Micklegate Bar.

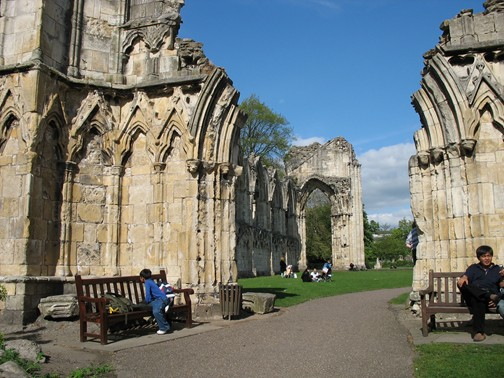
Ruinas de la abadía de Santa María.

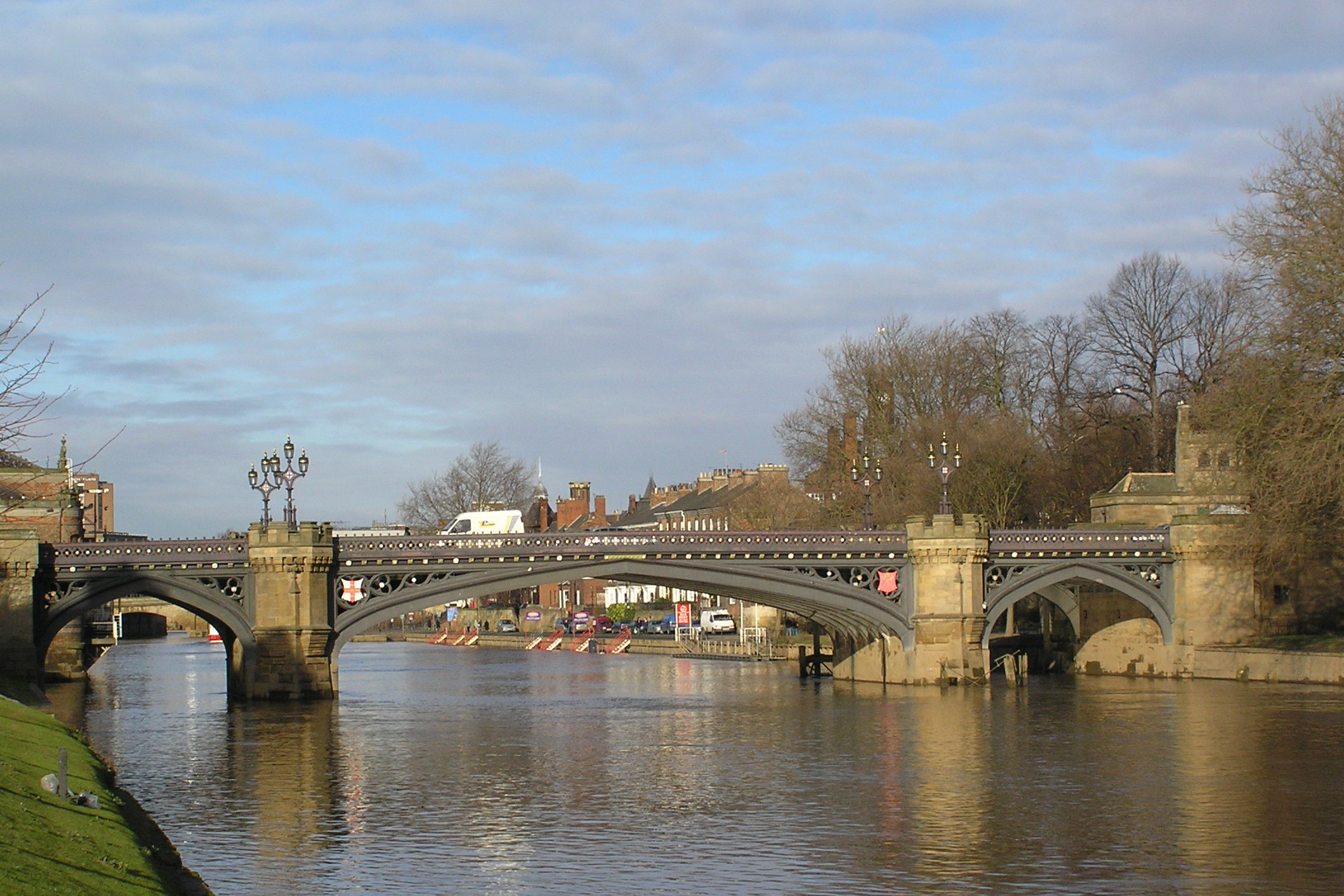
Puente de Skeldergate.

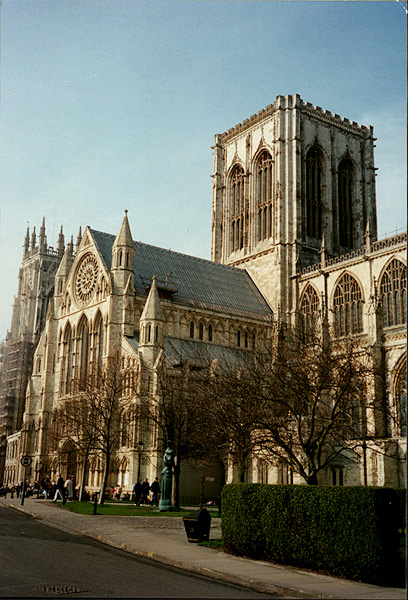
York Minster.

### Prehistoria y Edad Antigua
Existen pruebas arqueológicas de asentamientos en el mesolítico del 8000-7000 a. C., aunque no se sabe con certeza si eran asentamientos permanentes o temporales. En el valle de York, en las faldas bajas de los montes Peninos nos han llegado círculos de piedras megalíticos o crómlech, lo que indica que desde la prehistoria era una zona habitada.
En tiempos de la conquista romana de Britania, el área fue ocupada por las tribus conocidas por los romanos como los brigantes y los parisii. Al principio, los brigantes fueron clientes de Roma, pero más tarde se volvieron hostiles hacia el poder romano. Como consecuencia, la Legión IX romana fue enviada al norte de Humber: conquistó esa zona a los brigantes y construyó una fortaleza o castrum con empalizada de madera en una pequeña meseta, en la confluencia de los ríos Ouse y Foss, cuyas zonas pantanosas ejercían de defensa, la llamaron Eboracum. Era el año 71 d. C.
Parece ser que de ese nombre derivaron los siguientes que tomó la ciudad y el que finalmente conocemos.
La fortaleza fue más tarde reconstruida en piedra, cubría un área de 50 acres. y albergaba una guarnición de unos 6000 soldados. Gran parte de esa fortaleza romana está enterrada bajo los cimientos de la catedral o York Minster, y las excavaciones han revelado parte de la antigua muralla.
Los emperadores Adriano, Septimio Severo y Constancio I mantuvieron la corte en York durante varias de sus campañas. Durante su estancia, el emperador Severo proclamó a York como capital de la provincia de la Britannia Inferior y es probable que se concedieran a York los privilegios de colonia o ciudad. Constancio I murió durante su estancia en York, y su hijo Constantino I el Grande fue proclamado emperador por las tropas establecidas en la fortaleza.
Los romanos explotaron minas y la ganadería en la zona.
Ya para fines del siglo II existía una pequeña comunidad cristiana y su obispo acudió al concilio de Arlés en el 314.

### Edad Media
En la Edad Media la zona de York se convirtió en zona de batalla entre las tribus del norte y los reinos del sur, llevando con ello la devastación al lugar en muchas ocasiones.
Más tarde, con las invasiones bárbaras del siglo VI, llegarían los anglos y sajones y desapareció la diócesis (se cree que Britania se descristianizó en su totalidad).
La ciudad fue llamada Eoferwic en el siglo VII y se convirtió en la capital del Reino de Northumbria, bajo el reinado de Edwin, que edificó la primera iglesia en madera para su bautismo en el año 627 (tras la restauración de la diócesis con el obispo San Paulino en el 625, bajo la influencia del Papa Gregorio Magno, que ya lo intentó con la misión gregoriana encabezada por San Agustín en 597, pero desde Londres no se impulsó). El mismo rey mandó reconstruir esa iglesia en piedra, pero fue asesinado en el 633 y tuvo que acabarla su sucesor Oswaldo. Esta diócesis convirtió la ciudad en lugar de estudio, con la escuela catedralicia benedictina (llamada Escuela de San Pedro, una auténtica “pre-universidad” sajona fundada también en el 627 y que llegó a ser dirigida por sabios muy importantes, entre ellos Alcuino de York, que en el año 782 fue llamado a la escuela real de Aquisgrán por Carlomagno.
Con la segunda oleada de invasiones bárbaras, los vikingos tomaron la ciudad en el 866, renombrándola Jorvik. Durante este periodo de dominio danés, fue la capital del reino del mismo nombre, dominando mucho más que el norte de Inglaterra, además de un centro comercial muy importante, con su puerto fluvial que se integró en las rutas vikingas del norte de Europa. La propia ciudad cambió mucho. Evocando esta época se ha construido un museo llamado El Jorvik Viking Centre  Archivado el 23 de octubre de 2004 en Wayback Machine.. El último rey vikingo independiente de Jorvik Eric "Hacha sangrienta" fue expulsado por el rey Edred en 965, completando la unificación de los reinos ingleses bajo los anglosajones.
La segunda mitad del siglo X y el siglo XI fueron años de muchos cambios entre vikingos y sajones y alrededor del año 1000 la ciudad pasó a llamarse definitivamente York (en alguna de sus variantes gráficas). En el 1012, toda Northumbria cayó en manos de los daneses bajo la corona de Canuto "el Grande", que estableció la Danelaw hasta el año 1035. Tras su muerte y la de sus sucesores, Eduardo el Confesor se convirtió en rey. No obstante, la muerte sin sucesor de Eduardo el Confesor dejó tres aspirantes que se disputaron la isla: (Haroldo II de Inglaterra "el Sajón", Guillermo "el Conquistador" y Harald III de Noruega). Así, el 20 de septiembre de 1066 Harald III de Noruega conquistó la ciudad, pero cinco días más tarde fue asesinado por Harold II de Inglaterra en la batalla de Stamford Bridge. Sin embargo, toda Inglaterra quedó definitivamente en manos normandas, tras la batalla de Hastings (1066), en la que Guillermo el Conquistador derrotó y mató a Harold II.
En ese mismo año, York fue asolado e incendiado por Guillermo el Conquistador tras una revuelta anglosajona. Como la vieja iglesia o minster anglosajona quedó muy dañada por el fuego, los normandos decidieron construir la nueva en otro sitio. Finalmente, alrededor del año 1080, el arzobispo Thomas comenzó a construir una catedral en el lugar de la original, que con el tiempo se convertiría en el actual York Minster. La catedral gótica que nos ha llegado tardó en construirse dos siglos y medio (entre el siglo XIII y el XV) y se considera la más hermosa de Inglaterra. Son muy famosas sus vidrieras góticas. En su cripta guarda restos de la ciudad romana y de la construcción del siglo XII. Tiene una casa del capítulo de segunda mitad del siglo XIII, con una bóveda espectacular, sin soporte de columnas interno.
York empezó a prosperar de nuevo en el siglo XII, convirtiéndose en un puerto rentable y centro de comercio, particularmente de lana (que también producía).
El rey Enrique I concedió a la ciudad por primera vez el charter o capitulado de derechos (fuero) en 1155-1162, confirmándole derechos de comercio en Inglaterra y Europa.
Así, fue creciendo y se hizo cinco veces más grande que la ciudad fortificada romana original. Por ello, se construyó una nueva muralla entre 1250 y 1300 que circundaba unos 263 acres en los que la población en crecimiento se apretaba. El territorio de la ciudad contaba en total con 40 iglesias, 9 capillas, 4 monasterios, 4 conventos, 16 hospitales y 9 casas de guildas u oficios para el comercio y la confraternidad. La muralla conserva sus cuatro puertas: Micklegate ("Calle Grande" en nórdico antiguo) que cubre el camino hacia el sur, Bootham hacia el norte, Monk hacia Scarborough y Walmgate hacia Hull. Todas ellas tienen las características típicas de una puerta medieval (barbacana, rastrillo, puente levadizo, sala de guardia y torre de vigilancia).
En 1190 tuvo lugar en York una revuelta o pogrom contra los judíos. Los judíos buscaron refugio en la torre de Cliffords, una de las fortificaciones de la ciudad. Los antisemitas aislaron a los judíos durante días hasta preparar el ataque. Se declaró un incendio, no se sabe con certeza si de sus perseguidores antisemitas o de los propios judíos. Finalmente 150 judíos perdieron la vida.
Ricardo II (1377-1399) deseó convertir a York en la capital de Inglaterra, pero fue depuesto antes.
De esta Edad Media además de las murallas y las puertas de la ciudad, se conservan las casas de madera, especialmente en el barrio de Shambles (entre la catedral y el castillo).

### Edad Moderna
La ciudad sufrió un período de decadencia durante la época Tudor. Bajo el reinado de Enrique VIII, la disolución de los monasterios dio lugar al final de las casas monásticas de York. La mayoría de los católicos estaban molestos con esta medida, y se rebelaron en la conocida como Peregrinación de Gracia. Enrique VIII, finalmente, restableció el Consejo del Norte o Northern Convocation en York (la provincia de York es una de las dos provincias de la iglesia anglicana, junto con la de Canterbury) y esta tuvo aún mayor importancia en el reinado de Isabel I y recuperó la influencia de la ciudad.
En 1664, durante la Guerra Civil, los parlamentarios asediaron York y destrozaron su muralla, pero con la llegada del príncipe Ruperto con un ejército de 15 000 hombres se levantó el asedio. Los parlamentarios se replegaron a seis millas de York con el príncipe a la zaga, quien después sufrió una devastadora derrota en la batalla de Marston Moor. De los 15 000 hombres de Ruperto, 4000 murieron y 1500 fueron hechos prisioneros. Por ello, el asedio se reanudó, pero la ciudad ya no aguantaría por mucho más tiempo, y el 15 de julio se rindió a Sir Thomas Fairfax.
Parece ser que la ciudad tuvo siempre una gran colección de plata que se perdió en gran parte en la Guerra Civil para conseguir dinero, y durante el siglo XVIII se recuperó y actualmente se puede visitar en la Mansión House, la que era la casa del alcalde (lord mayor). Tras ella está la casa de la cofradía construida en 1448 y que tras el bombardeo de 1942, se volvió a reconstruir en 1960.
Tras la restauración de la monarquía en 1660 y la retirada de la guarnición de York en 1688, la ciudad fue poco a poco dominada por la aristocracia local y la nobleza. La competencia de las ciudades cercanas de Leeds y York Hull dio lugar a la pérdida de su posición preeminente como centro de comercio. Sin embargo, su papel como el centro social y cultural para los ricos del norte fue en aumento.
Es por lo tanto, en el siglo XVIII cuando comienza a recuperarse la ciudad, cuando muchas de sus casas medievales fueron derruidas y se construyeron las nuevas viviendas georgianas. Aun así, se conserva gran parte de la muralla medieval, de la que la Torre Multiangular de principios del siglo IV (que está en los jardines del museo de Yorkshire), es ejemplo del trabajo en piedra romano.
Del siglo XVIII es el palacio Beningborough Hall, justo a las afueras de York, que actualmente se encuentra en manos del Nacional Trust (institución que cuida de muchos monumentos ingleses), con 162 hectáreas de terreno y que alberga en su interior una colección de pinturas interesante de la National Portrait Gallery.
Otro elemento destacable en los alrededores y también construido en el siglo XVIII es el Castle Howard, comenzado en 1702 por Vanbrugh por orden del tercer conde de Carlisle y que se acabó 38 años más tarde, cuando ya ninguno de ambos vivía.
Asimismo, las Assembly Rooms construidas en 1731-1732 con una colecta privada y diseñadas por el conde de Burlington, se convirtieron en el centro sociedad que estaba de moda con su gran sala central sustentada por columnas corintias. De este período son, a su vez, el Teatro Real y la pista de carreras.

### Edad Contemporánea

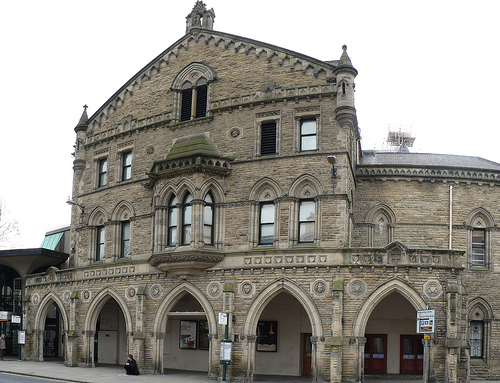
El Teatro Real

Durante la Revolución industrial se desarrolló una industria de paños que usaba la lana local de los Pennines y los Wolds. El abundante carbón y hierro de la zona, también contribuyó al desarrollo de la industria del hierro, la química y otras industrias pesadas.
De hecho, el verdadero despegue de York volvió a ser en el siglo XIX, gracias al ferrocarril. George Hudson se encargó de construir un ferrocarril en York, en 1839. Aunque la empresa de Hudson quebró, York se convirtió en un importante centro ferroviario, que impulsó las industrias de telas y chocolate locales. Con el cambio de siglo, el ferrocarril alojó las obras de la sede y los empleos del North Eastern Railway (Ferrocarril del Noroeste), que emplea a más de 5500 personas en York. El ferrocarril sirvió también para la expansión de Rowntree's Cocoa Works y Terry's Confectionery Works, que fueron los principales empleadores de la ciudad y el rápido y frecuente servicio ferroviario desde York a Londres ha dado lugar al asentamiento de una serie de empresas y apertura de oficinas en la ciudad.

#### SigloXX
Con el surgimiento del turismo moderno en el siglo XX, el núcleo histórico de York se convirtió en uno de los principales atractivos de la ciudad y en 1968 fue designada un "Área de Conservación".

## Patrimonio

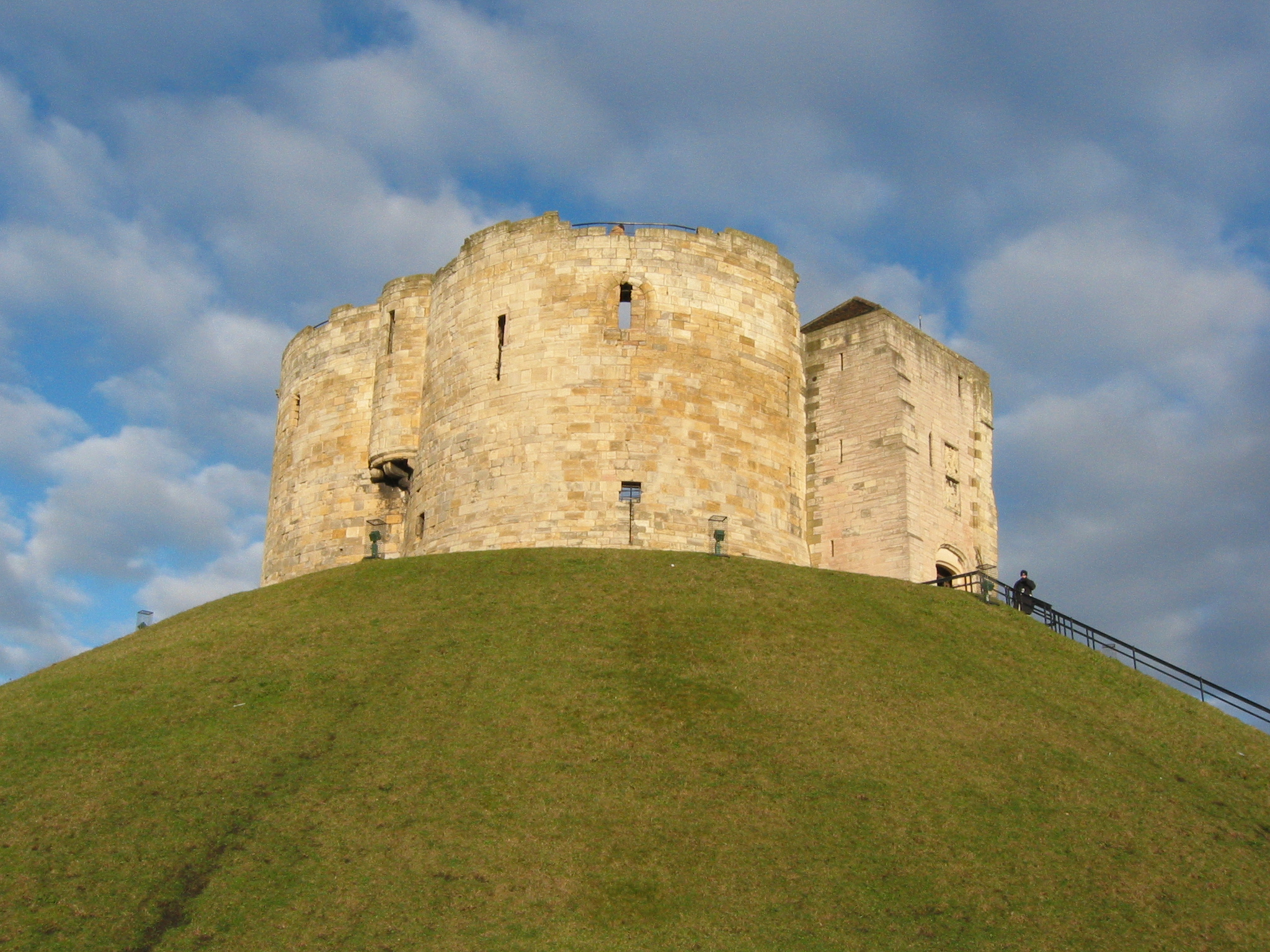
La torre Clifford.

- El Castle Museum que es uno de los museos etnográficos más importantes, con su "colección Kirk" de calles reconstruidas con fachadas de casas victorianas originales y habitaciones desde el periodo jacobino al victoriano, además de una colección muy interesante de instrumentos musicales. La Debtor’s Prison que está al lado, construida en 1705 por Sir John Vanbrugh, es una extensión del museo, con una colección de vida cotidiana en su primer piso y de armas en el segundo. Detrás el molino de maíz "Raindale", a orillas del Floss ha sido reconstruido.
- Además de la catedral, la Iglesia de Todos los Santos (North Street) es una apreciable obra de mediados del siglo XIV y techumbre de mediados del XV (contiene unas vidrieras estimables y obras de arte interesantes.
- La City of York Art Gallery es una galería con pinturas de Guardi, Lely, Reynolds o Domenichino, una gran colección de cerámica, fundada en 1879.
- La Torre Clifford, es una de las dos torres que los normandos erigieron en cada lado del río sobre motas artificiales: la del oeste desapareció excepto su mota: Baile Hill; la del este es la reconstrucción del siglo XIII tras las revueltas de 1190 contra los judíos.
- La Guildhall o casa de guilda, fue construida en 1456-1459 por la ciudad y la cofradía de los Santos Cristóbal y Jorge (destruida por los bombardeos de 1942, se reconstruyó para 1960).
- En 1975 se creó el National Railway Museum, uniendo el museo del tren de York y el del transporte de Londres. Entre sus joyas está la locomotora Mallard que en 1938 batió el récord de velocidad para una locomotora de vapor al alcanzar 126 millas por hora (202,8 km/h) y los coches de lujo de las reinas Adelaida y Victoria.
- Del siglo XIV es la Merchant Taylor’s Hall, que estuvo en manos del oficio de Sastres desde al menos 1415 y los mercaderes (Merchant Adventurers) también tenían su casa de cofradía desde 1367-1368 (que conserva una techumbre de madera muy interesante).
- En 1461 los chantres crearon el St. William’s College, que fue restaurado hacia 1900 y es donde actualmente se reúne el Consejo del Norte.
- St Anthony’s Hall construido en 1446-1453, con dos almacenes, que se convirtió en talle en 1551 y después en galeras, escuela, armería y lugar de reunión para cofradías pequeñas, actualmente es donde se encuentra el Borthwick Institute.
- La Abadía de St. Mary se construyó en el siglo XI, pero actualmente solamente quedan sus impresionantes ruinas (la mayoría de la parte edificada en el siglo XIII).
- La casa del tesorero o Treasurer’s House era la residencia del tesorero de York y mantiene algunas partes del siglo XIII, dentro de la casa del XVII.
- El Museo de Yorkshire, es una casa neoclásica diseñada por William Wilkins para ser el museo de la Sociedad Filosófica de Yorkshire (abrió en 1830) y además una colección interesante de material arqueológico romano, contiene un museo de historia natural.

La apertura de la Universidad de York en 1963 trajo aún más prosperidad a la ciudad.

## Economía

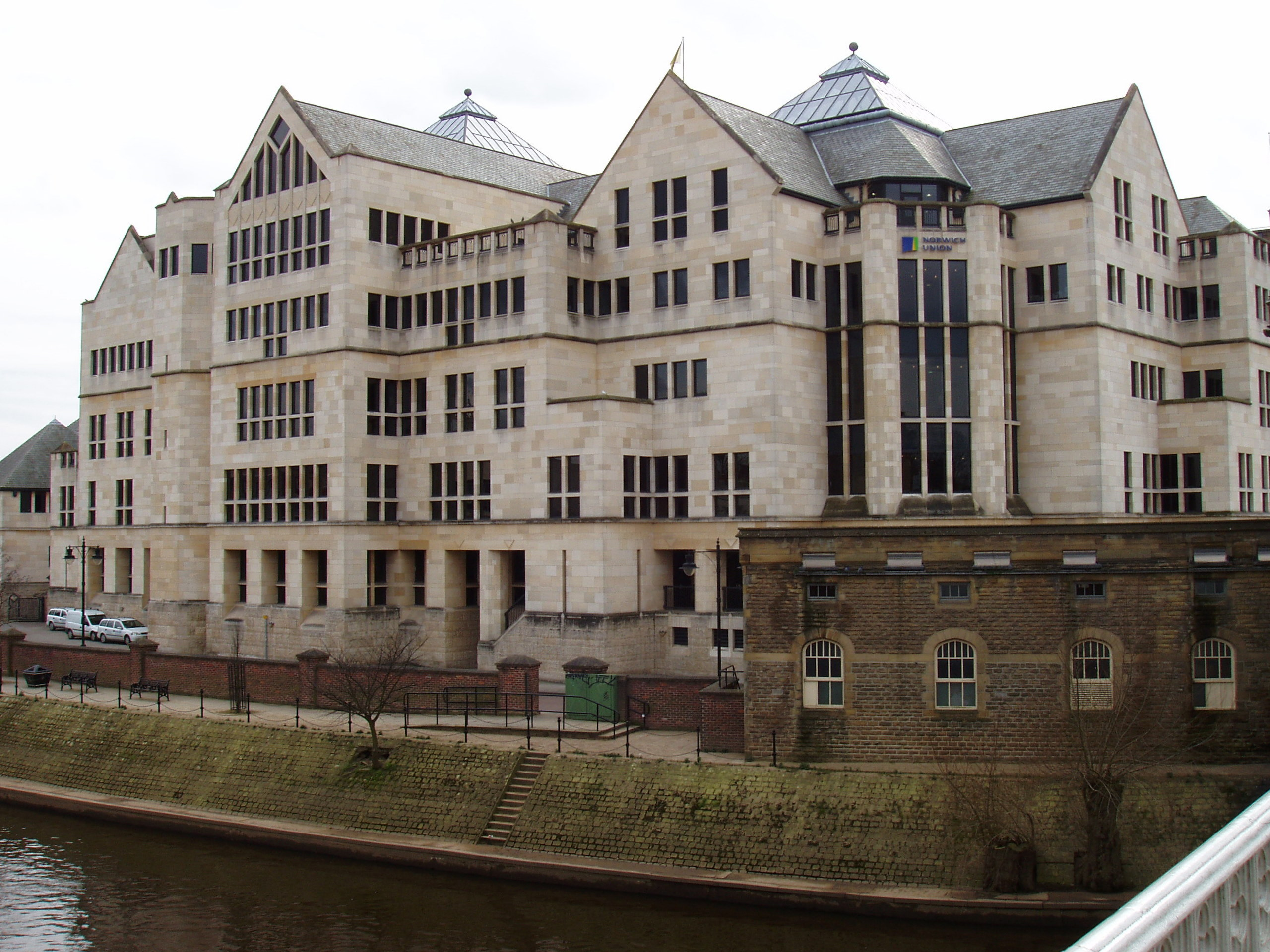
Oficinas de la Norwich Union en York.

La economía de York se basa en la industria de servicios, con un 87,1% en 2006 de empleo en la ciudad. Esta industria incluye al sector público, sanidad, educación, finanzas, IT y turismo, que cuenta con el 10,9% de empleo. En 2006, el desempleo en York era un 1,9% más bajo respecto a la media del Reino Unido (3%). Los tres grandes centros de empleo en esta ciudad son el Consejo de la ciudad de York, con unos 6500 empleados, la Norwich Union Life y Selby y la educación primaria de York, que tienen entre 3000 a 5000 empleados. Otros son Card Protection Plan, Nestlé, Shepherd Building Group y British Telecom, además de las diferentes compañías de ferrocarriles.
Alrededor de los años 50, la economía de York estaba basada en la industria del chocolate y los ferrocarriles. Situación que duraría hasta el principio de los 80, cuando el 30% de los trabajadores estaban empleados en cinco centros de empleo y el 75% los trabajos de fábrica estaban en cuatro compañías. La mayoría de la industria del ferrocarril se estaba acabando, incluyendo el transporte que empleaba a más de 5500 personas, acabándose finalmente en los 90. York es la sede de la fabricación de Nestlé Rowntree y de KitKat, Smarties, Yorkie... La fábrica de chocolate de Terry hace chocolate con naranja, que estaba también localizado en la ciudad, pero cerró el 30 de septiembre del 2005, cuando la producción fue trasladada por los propietarios, Kraft Foods, a Polonia. Sin embargo, la histórica fábrica puede verse, situada junto a la pista de carreras Knavesmire.
El 20 de septiembre de 2006 se anunció que Nestlé iba a recortar su plantilla, suprimiendo 645 empleos de la fábrica de Rowntree. Esto vino después de varias otras pérdidas de empleos en la ciudad en Norwich Union, British Sugar y la fábrica de chocolate Terry's. A pesar de eso, la situación de empleo en York continúa boyante, contando al menos con el mayor centro de empleo (NU) que aún emplea a más gente en la ciudad que cinco años atrás. [cita requerida] La economía de York se ha desarrollado en los campos de la ciencia, tecnología e innovación con la creación del parque científico junto a la Universidad de York, y la ciudad se está convirtiendo en el centro nacional de la ciencia. Entre 1998 y 2008 York recibió el asentamiendo de 80 nuevas empresas de tecnología punta, creándose 2800 nuevos empleos en este sector.
Variación regional del producto interior bruto en libras esterlinas:
| Año  | Sector primario | Sector secundario | Sector Servicios | Total |
| ---- | --------------- | ----------------- | ---------------- | ----- |
| 1995 | 30              | 579               | 1443             | 2052  |
| 2000 | 13              | 782               | 2168             | 2963  |
| 2003 | 16              | 779               | 2505             | 3299  |

## Ciudades hermanadas
La ciudad de York está hermanada con:
- Dijon, Francia, desde 1953.
- Münster, Alemania, desde 1957.
- Potosí, Bolivia, desde 1987.